# Nemoria latirosaria
Nemoria latirosaria là một loài bướm đêm trong họ Geometridae.